# 圣萨尔维德拉巴尔姆
圣萨尔维-德拉巴尔姆（法語：Saint-Salvy-de-la-Balme，法語發音：[sɛ̃ salvi də la balm]）是法国奥克西塔尼大区塔恩省的一个市镇，属于卡斯特尔区。

## 地理
圣萨尔维-德拉巴尔姆（43°36'41"N, 2°23'55"E）面积18.36 平方千米，位于法国奧克西塔尼大區塔恩省，该省份为法国南部内陆省份，北起顺时针与阿韦龙省、埃罗省、奥德省、上加龙省和塔恩-加龙省接壤。
与圣萨尔维-德拉巴尔姆接壤的市镇（或旧市镇、城区）包括：勒贝、布瓦瑟宗、比尔拉茨、康布内斯、卡斯特爾、诺阿亚克。
圣萨尔维-德拉巴尔姆的时区为UTC+01:00、UTC+02:00（夏令时）。

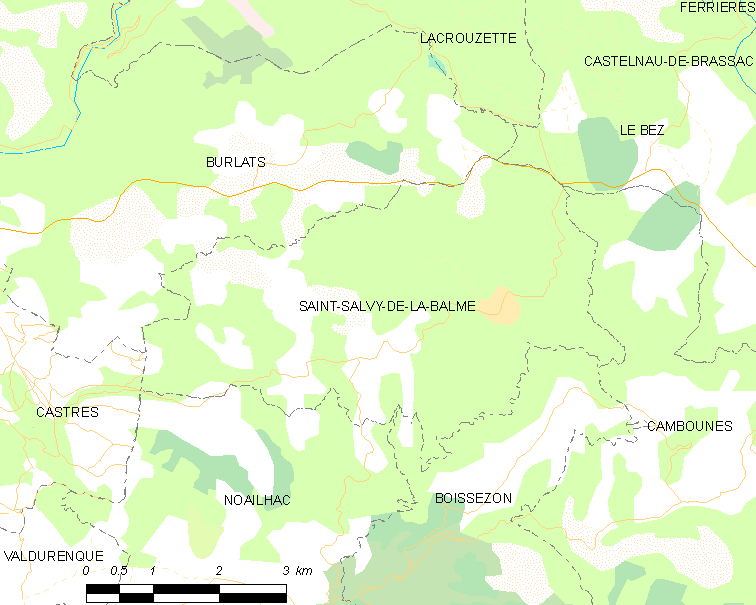
圣萨尔维-德拉巴尔姆的OSM定位图

## 行政
圣萨尔维-德拉巴尔姆的邮政编码为81490，INSEE市镇编码为81269。

## 政治
圣萨尔维-德拉巴尔姆所属的省级选区为卡斯特尔第二县。

## 人口

1962-2008年间圣萨尔维-德拉巴尔姆人口变化图示

圣萨尔维-德拉巴尔姆于2022年1月1日时的人口数量为528人。